# 中条景資
中条 景資（なかじょう かげすけ）は、戦国時代から安土桃山時代にかけての武将。上杉氏の家臣。中条氏20代当主。

## 生涯
中条藤資の子として誕生。永禄11年（1568年）、上杉氏家臣筆頭だった父・藤資が死去すると中条氏の家督を相続した。その年、本庄繁長が武田信玄の調略に応じて謀叛を企てると、景資にも誘いの密書が送られたが、密書の封をそのままに謙信に送り届け、征伐軍に加わり本庄城を攻撃した。
その後も謙信に従い上杉氏重臣として越中国や関東に転戦したが、天正元年（1573年）、死去。享年42。景資には男子が無かったため、婿養子・景泰が中条氏を継いだ。

## 系譜
- 父：中条藤資（?-1568?）
- 母：高梨政盛の娘
- 正室：高梨政頼の娘 
  - 長女：俊子 - 中条景泰正室
- 養子
  - 男子：中条景泰（1558-1582） - 吉江景資の次男
  - 男子：中条堅親（1557-1639） - 河田元親の三男